# Хеннеберг, Анри
Анри Хеннеберг (фр. Henri Henneberg, 20 апреля 1877, Женева, Швейцария -  25 мая 1942, там же) —  ранний швейцарский профессиональный велогонщик. 
Принадлежал к первому поколению швейцарских велогонщиков. Активно выступал с 1896 по 1901 год. 
Четырежды в 1896, 1897, 1898 и 1899 годах становился чемпионом Швейцарии на трек в дисциплине спринт.
Участник велогонки «Париж — Рубе» в апреле 1898 года.